# مایکل بارت (فضانورد)
مایکل بارت (به انگلیسی: Michael Reed Barratt) فضانورد اهل ایالات متحده آمریکا است که در ۱۶ آوریل ۱۹۵۹ میلادی در ونکوور، واشینگتن زاده شد. وی در مأموریت اکسپدییشن ۱۹، ۲۰، سایوز تی‌ام‌ای-۱۴، اس‌تی‌اس-۱۳۳ حضور داشته است.